# Sphecosoma deceptrix
Sphecosoma deceptrix là một loài bướm đêm thuộc phân họ Arctiinae, họ Erebidae.